# 志和町
志和町（しわちょう）はかつて広島県賀茂郡に存在した町である。
国立広島大学の移転問題を契機に西条盆地にある4つの町の合併問題が浮上し、1974年4月20日に賀茂郡西条町・高屋町・八本松町と合併（新設合併）して東広島市に移行したことに伴い消滅した。

## 沿革
- 1889年4月1日 - 町村制が施行され、賀茂郡に属する志和堀村・西志和村・東志和村が発足する。
- 1955年8月1日 - 志和堀村・西志和村・東志和村が合併（新設合併）して志和町が成立する。
- 1974年4月20日 - 賀茂郡西条町・高屋町・八本松町と合併（新設合併）して東広島市に移行したことに伴い消滅する。

## 地理
- 河川
  - 瀬野川
  - 関川…太田川水系。

- 山
  - 安駄山（標高735.3m）
  - 金明山（標高735.0m）
  - 虚空蔵山（標高666.1m）
  - 深堂山（標高597.8m）
  - 八世以山（標高495.2m）
  - 生城山（標高485.4m）
  - 鍋山（標高412m）

## 大字
- 内（うち）
- 奥屋（おくや）
- 冠（かんむり）
- 七条椛坂（しちじょうかぶさか）
- 志和西（しわにし）
- 志和東（しわひがし）
- 志和堀（しわほり）
- 別府（べふ）

## 交通（1974年4月19日当時のデータ）

### 鉄道
- 国鉄山陽本線が通っているが、町内に駅などの施設はない。最寄り駅は八本松駅。
- 広島市内 (1973年までは白木町内) の芸備線に志和口駅が設置されている。

### 道路
- 国道
  - 国道2号

- 主要地方道
  - 広島県道33号瀬野川福富本郷線

- 一般県道
  - 広島県道153号白木八本松線…現：広島県道46号東広島白木線
  - 広島県道176号小河原志和線…一部（広島県道33号瀬野川福富本郷線以南）は1994年に広島県道83号志和インター線に移行。
  - 広島県道339号内区米満線…現：広島県道80号東広島向原線

## 教育
- 小学校
  - 東広島市立志和堀小学校
  - 東広島市立西志和小学校
  - 東広島市立東志和小学校

- 中学校
  - 東広島市立志和中学校

## 出身人物
- 谷川昇 - 内務官僚、元政治家（衆議院議員）。広島カープの「カープ」名付け親。正五位勲四等受章。
- 岸田正記 - 実業家、政治家。元幾久屋百貨店主。元衆議院議員。第100代、第101代総理大臣岸田文雄の祖父。岸田家の墓所は今も志和にある。
- 近藤荒樹 - 実業家、相場師。元近藤商事会長。「丸ビル将軍」、「金融王」などと呼ばれた。
- 谷川和穂 - 政治家。衆議院議員（12期）、法務大臣（第49代）、防衛庁長官（第41代）等を歴任した。父は元衆議院議員で、広島東洋カープの設立に尽力した谷川昇。